# Cleebronn
Cleebronn  é um município da Alemanha, no distrito de Heilbronn, na região administrativa de Estugarda, estado de Baden-Württemberg.